# Gerhard Steingress
Gerhard Steingress es doctor de Sociología y Ciencias Políticas. Entre 1974 y 1989 fue profesor en la Universidad de Klagenfurt (Austria). Tras su traslado a España en 1990 enseñó e investigó como profesor titular de Sociología en la Universidad de Sevilla (1996-2013). Es escritor experto en temas flamencos y relacionados con la hibridación transcultural en la música. 

## Biografía
Aparte de su labor como investigador sobre temas de la educación, la política y las corrientes ideológicas del siglo XX, Steingress es autor de numerosas publicaciones y conferencias dedicadas a la sociología de la cultura y del arte, la etnomusicología, el nacionalismo, la música popular, especialmente al flamenco como fenómeno sociocultural e ideológico, la etnomusicología así como a temas relacionados con la globalización y la postmodernidad. La transculturalidad y la transnacionalidad en los géneros populares y folklóricos son otros dos tópicos en sus trabajos. En 1987, la austriaca Fundación para el Patrocinio de la Investigación Científica (Fonds zur Förderung der Wissenschaftlichen Forschung) patrocinó su proyecto Flamenco y cambio social que llevó a cabo en Jerez y recibió el apoyo de la Cátedra de Flamencología y Estudios Folclóricos Andaluces de Jerez de la Frontera (Cádiz) y de la Fundación Andaluza de Flamenco. En 1990 se publicó su traducción y estudio comentado de Los cantes flamencos, de H. Schuchardt (1881) por la Fundación Machado de Sevilla. Obtuvo el III Premio de Investigación de la Fundación Andaluza de Flamenco en 1991 por su trabajo "El cante flamenco: un arte post-romántico". Últimamente se dedica al estudio de los cambios culturales provocados por los procesos de la globalización, especialmente en el caso de las parejas mixtas. Algunos de sus libros y artículos se han publicado en alemán, inglés, francés y turco. Vive en Sevilla y Salzburgo.